# Charles Juseret
Charles Juseret (Parijs, 28 april 1892 - aldaar, 4 september 1973) was van geboorte Belgisch. In 1948 verwierf hij de Franse nationaliteit.
Hij was beroepsrenner van 1916 tot 1928. In 1917 won hij Parijs-Bourges en in 1923 Bordeaux-Marseille. In 1917 werd hij derde in Tours-Parijs.

## Resultaten in voornaamste wedstrijden
| Jaar | Ronde van Italië | Ronde van Frankrijk | Ronde van Spanje |
| ---- | ---------------- | ------------------- | ---------------- |
| 1917 |                  |                     |                  |
| 1919 |                  | opgave              |                  |
| 1920 |                  | opgave              |                  |
| 1921 |                  | opgave              |                  |
| 1923 |                  |                     |                  |
| 1925 |                  |                     |                  |

| Jaar | Ronde van Vlaanderen | Parijs-Roubaix | Ronde van Lombardije | Parijs-Tours |
| ---- | -------------------- | -------------- | -------------------- | ------------ |
| 1917 |                      |                | 5e                   | 6e           |
| 1919 |                      |                |                      |              |
| 1920 |                      |                |                      | 4e           |
| 1921 | 12e                  | 12e            |                      |              |
| 1923 | 8e                   | 19e            |                      |              |
| 1925 | 4e                   |                |                      | 15e          |

- Bibliothèque nationale de France: cb166280471 (data)
- International Standard Name Identifier: 0000 0004 5098 4802
- Virtual International Authority File: 316737876